# Аль-Кува
«Нади Аль-Кува Аль-Джавия» (араб. نادي القوة الجوية الرياضي‎) — иракский футбольный клуб из города Багдад. Это один из самых крупных и успешных клубов Ирака. Клуб был основан 4 июля 1931 года группой местных лётчиков. Уже на следующий день команда провела свой первый матч — с командой Хаббании. «Аль-Кува» является пятикратным чемпионом страны, а также семикратным обладателем национального кубка. В Лиге чемпионов АФК клуб выступал четыре раза, лучшим достижением команды является выход в групповой этап турнира. В последние сезоны «Аль-Кува» регулярно занимает высокие места в национальном первенстве.

## Прежние названия
- «Гипсимот» (1931—1974)
- «Аль-Тараян» (1974—1991)
- «Аль-Кува» (1991 — н.в.)

## Достижения
- Чемпион Ирака (6): 1974/75, 1989/90, 1991/92, 1996/97, 2004/05 2016/17
- Обладатель Кубка Ирака (7): 1963, 1973, 1974, 1975, 1978, 1992, 1997
- Обладатель Суперкубка Ирака (2): 1997, 2001
- Обладатель Кубка Аль-Марак (3): 1994, 1996, 1998
- Победитель Лиги институтов (4): 1961-62, 1963-64, 1972-73, 1973-74
- Обладатель Кубка Аль-Милад (1): 1985
- Победитель кубкового чемпионата (1): 1958
- Обладатель казуального кубка (3): 1933, 1934, 1935
- Обладатель Кубка принца Гази (3): 1933, 1934, 1935
- Обладатель Кубка принца Гази (3): 1933, 1934, 1935
- Обладатель Кубка АФК (3): 2016, 2017, 2018